# Kościół farny św. Katarzyny w Schwedt/Oder
Kościół farny św. Katarzyny (niem. Stadtpfarrkirche St. Katharinen) – luterańska świątynia parafialna znajdująca się w niemieckim mieście Schwedt/Oder. Siedziba parafii Schwedt.

## Historia
Świątynię wybudowano w XIII wieku z kamienia polnego, na planie krzyża. W 1540 przeszła w ręce luteran. W 1572 wyremontowano wnętrze, a osiem lat później zainstalowano nowy ołtarz główny pochodzący z Lubeki. W 1612 wzniesiono drewnianą wieżę, murowana konstrukcja powstała w latach 1671–1705. 28 lutego 1887 dach i wieża zostały zniszczone podczas pożaru. Odbudową i przebudową w latach 1887–1889 kierował Ludwig Dihm, wzniesiono nowe, neogotyckie sklepienia i dobudowano absydę, kaplicę chrztu i zakrystię. Nowa wieża osiągnęła wysokość 72 metrów. Podczas I wojny światowej zarekwirowano dzwony, trzy nowe instrumenty wykonano w roku 1921. Świątynia ponownie spłonęła 18 kwietnia 1945, zniszczone zostało cenne wyposażenie, strat uniknęła jedynie zakrystia. W 1950 budynek odrestaurowano dzięki dofinansowaniu ze strony Światowej Federacji Luterańskiej. Podczas odbudowy kościół przeorientowano – w absydzie urządzono kruchtę, a na zachodzie ustawiono ołtarz. Wieżę kościelną obniżono do wysokości 32 metrów, a na jej szczycie urządzono taras widokowy. Podczas pożaru dzwony spadły z konstrukcji, lecz uniknęły zniszczenia i w 1952 roku ponownie zawieszono je na wieży. W 1953 zainstalowano nowe organy. Ponowna konsekracja po remoncie miała miejsce w 1984 roku.

## Architektura i wyposażenie
Świątynia gotycko-neogotycka, jednonawowa. Za ołtarzem znajduje się rzeźba Chrystusa wykonana w 1991 przez Stephana Rathgebera z Woltersdorfu. Organy wykonano w 1953 w warsztacie Alexander Schuke Potsdam Orgelbau, w 1962 zostały rozbudowane do 24 głosów, a w 1993 poddane generalnemu remontowi. Na wieży zawieszone są trzy stalowe dzwony z 1921 roku, o tonach d', f' i gis'.

## Galeria

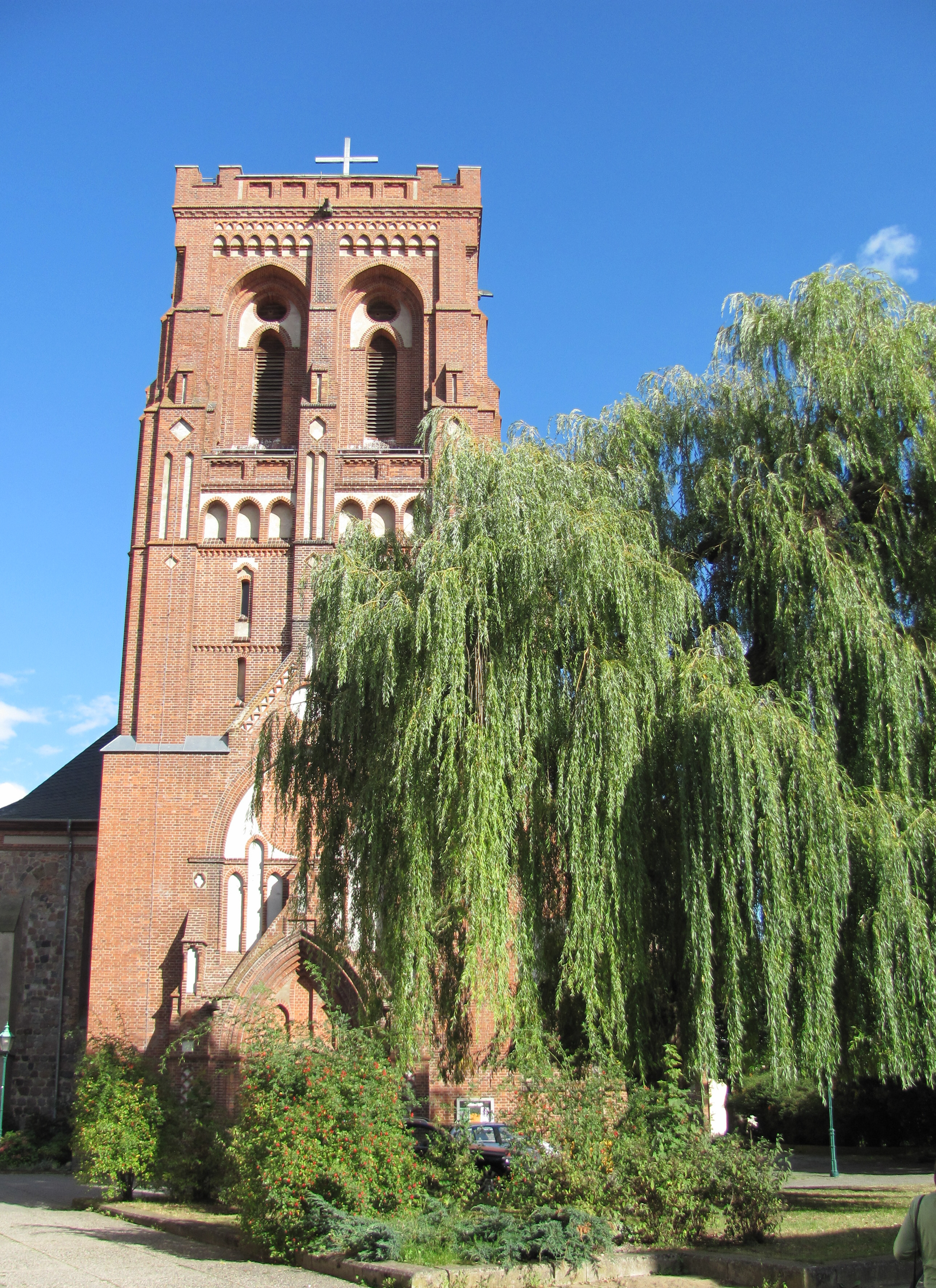
Wieża
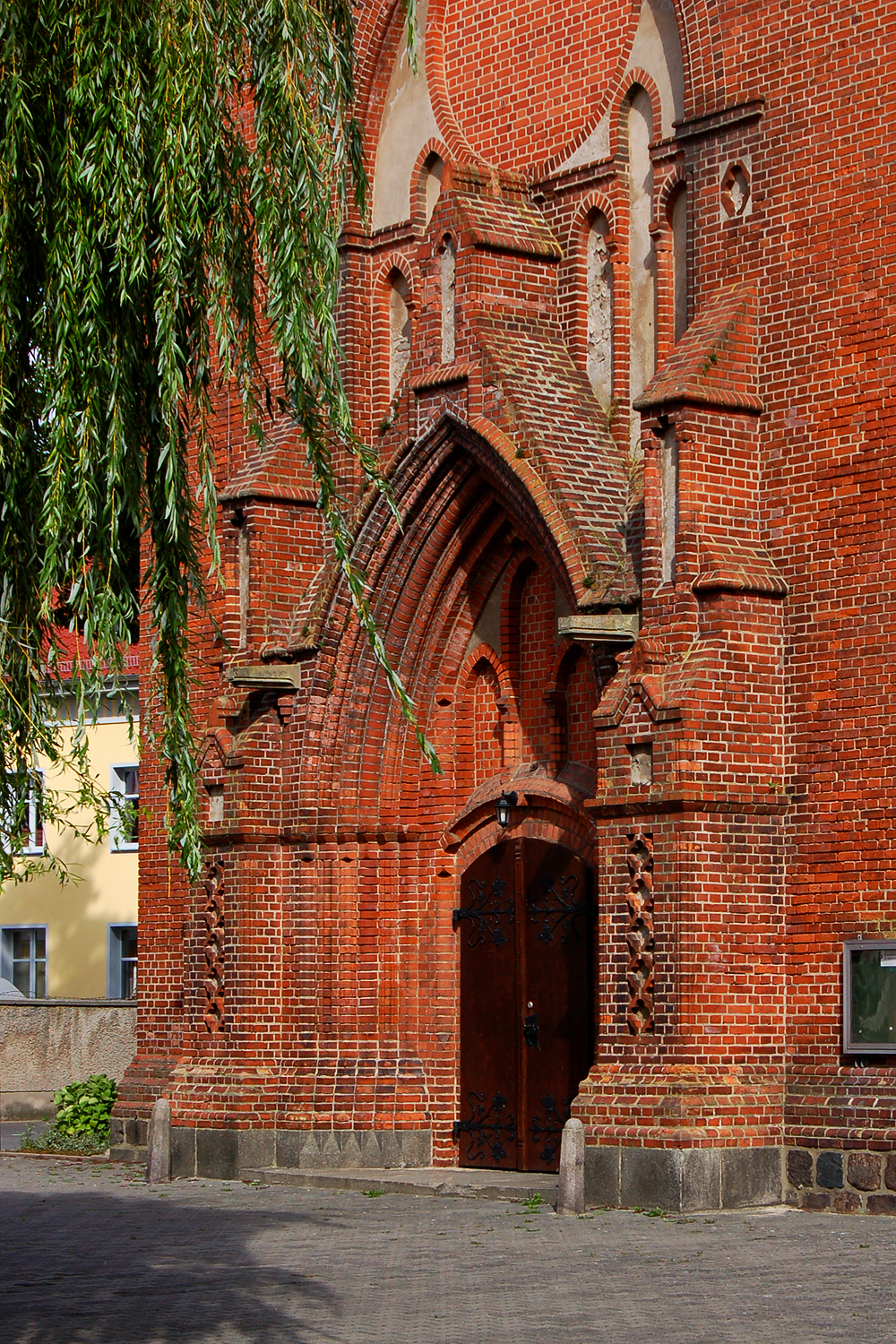
Portal wieży, dawne główne wejście
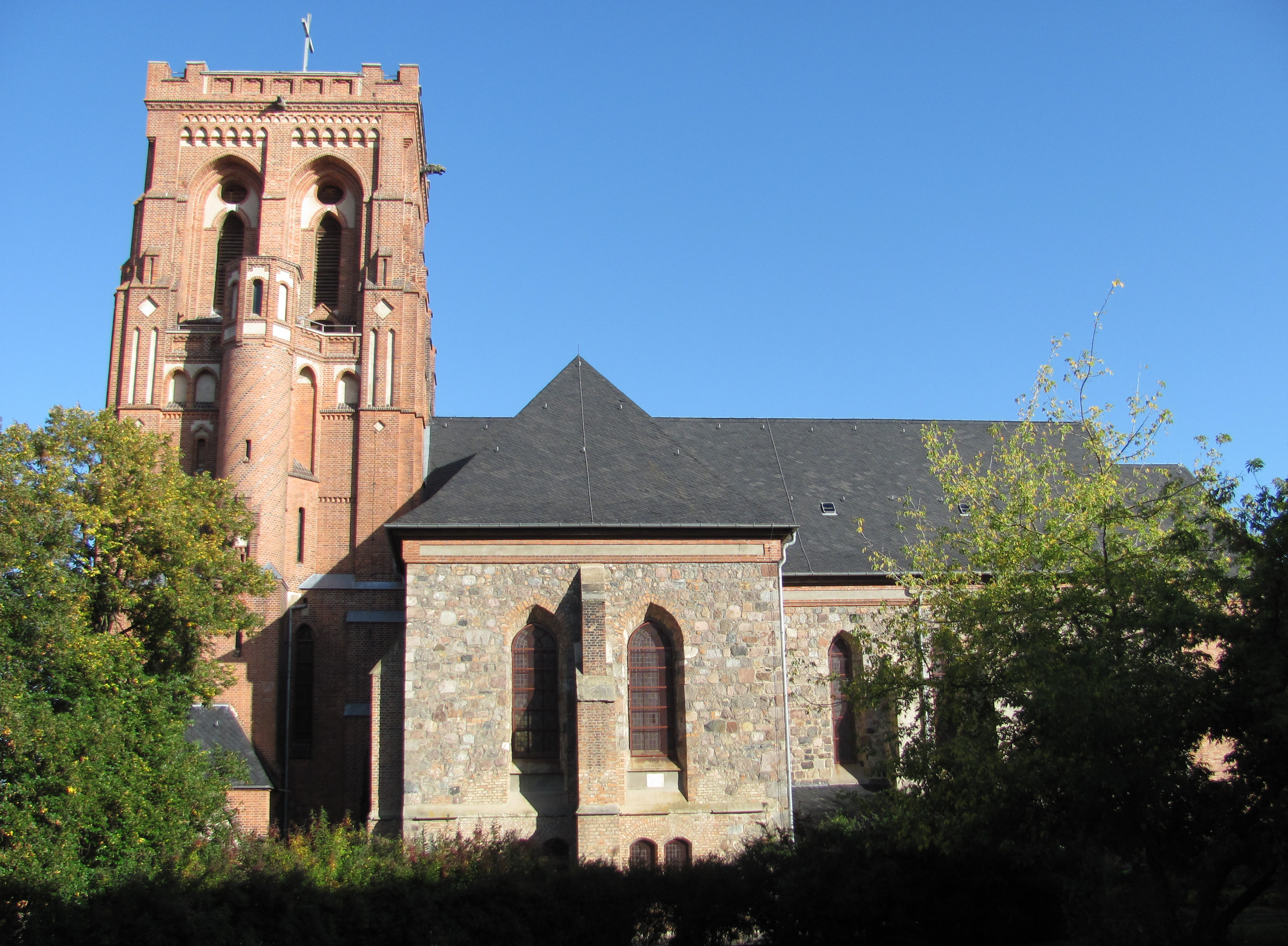
Południowa elewacja
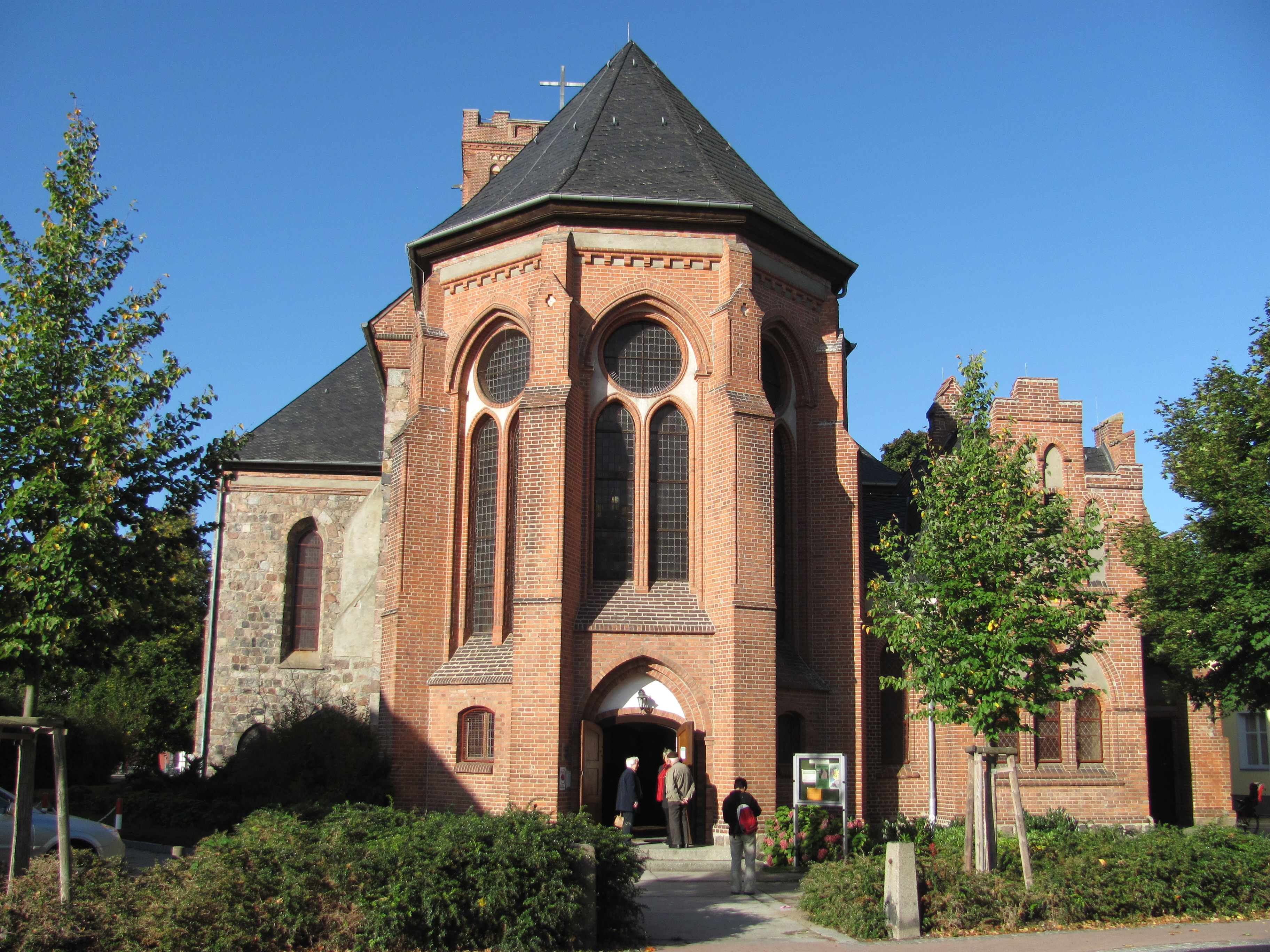
Absyda i wejście główne
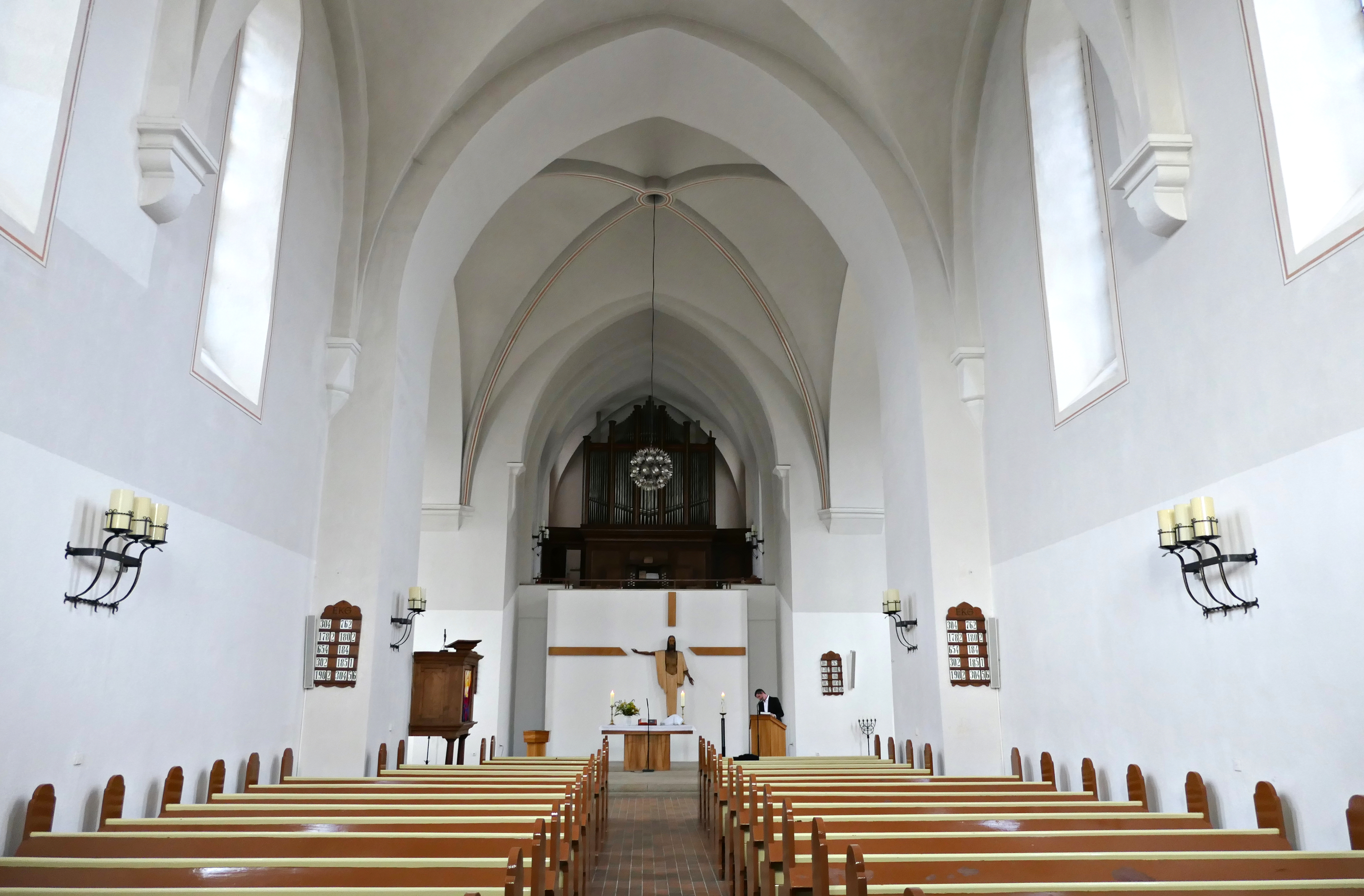
Wnętrze
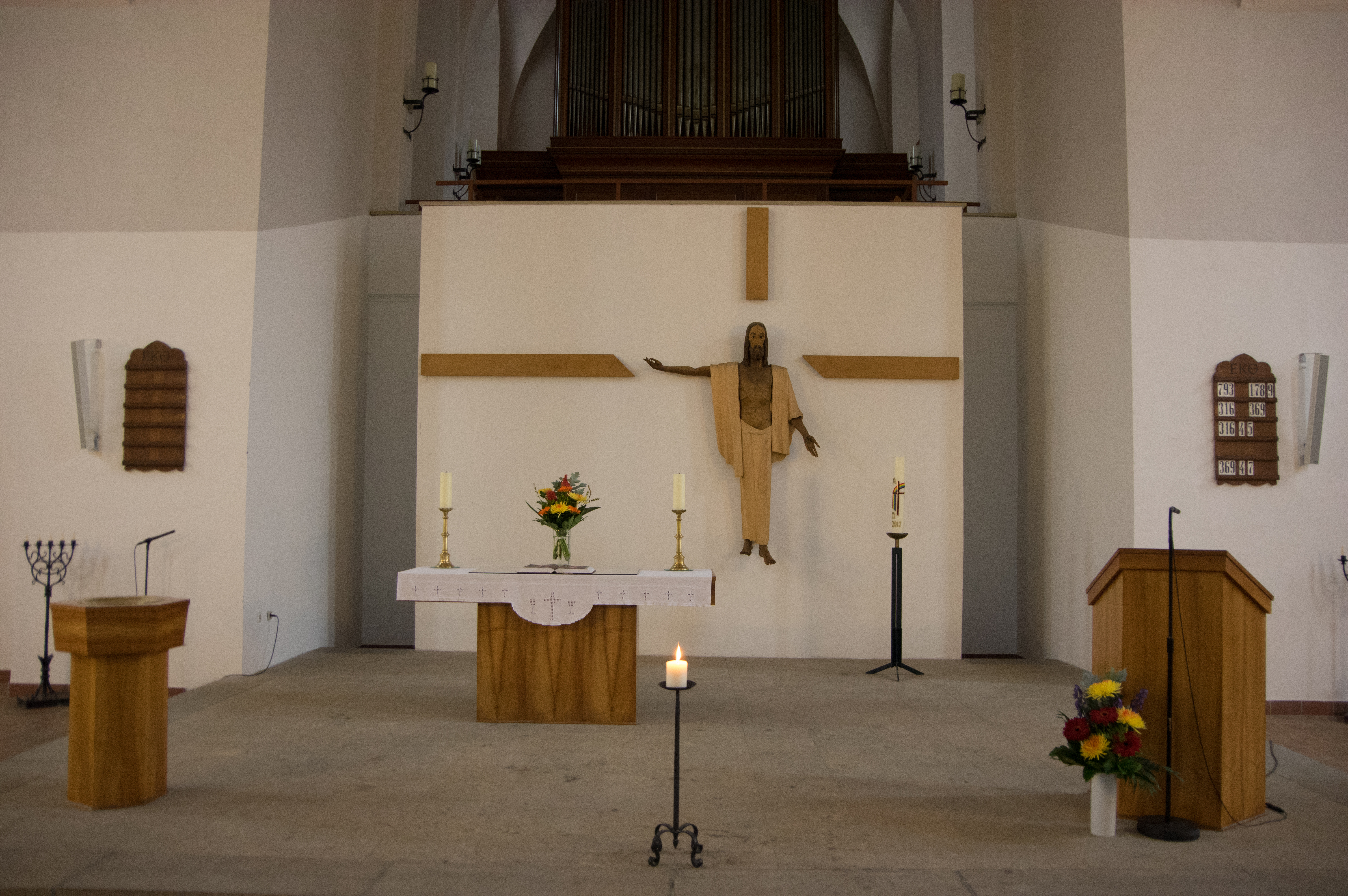
Ołtarz
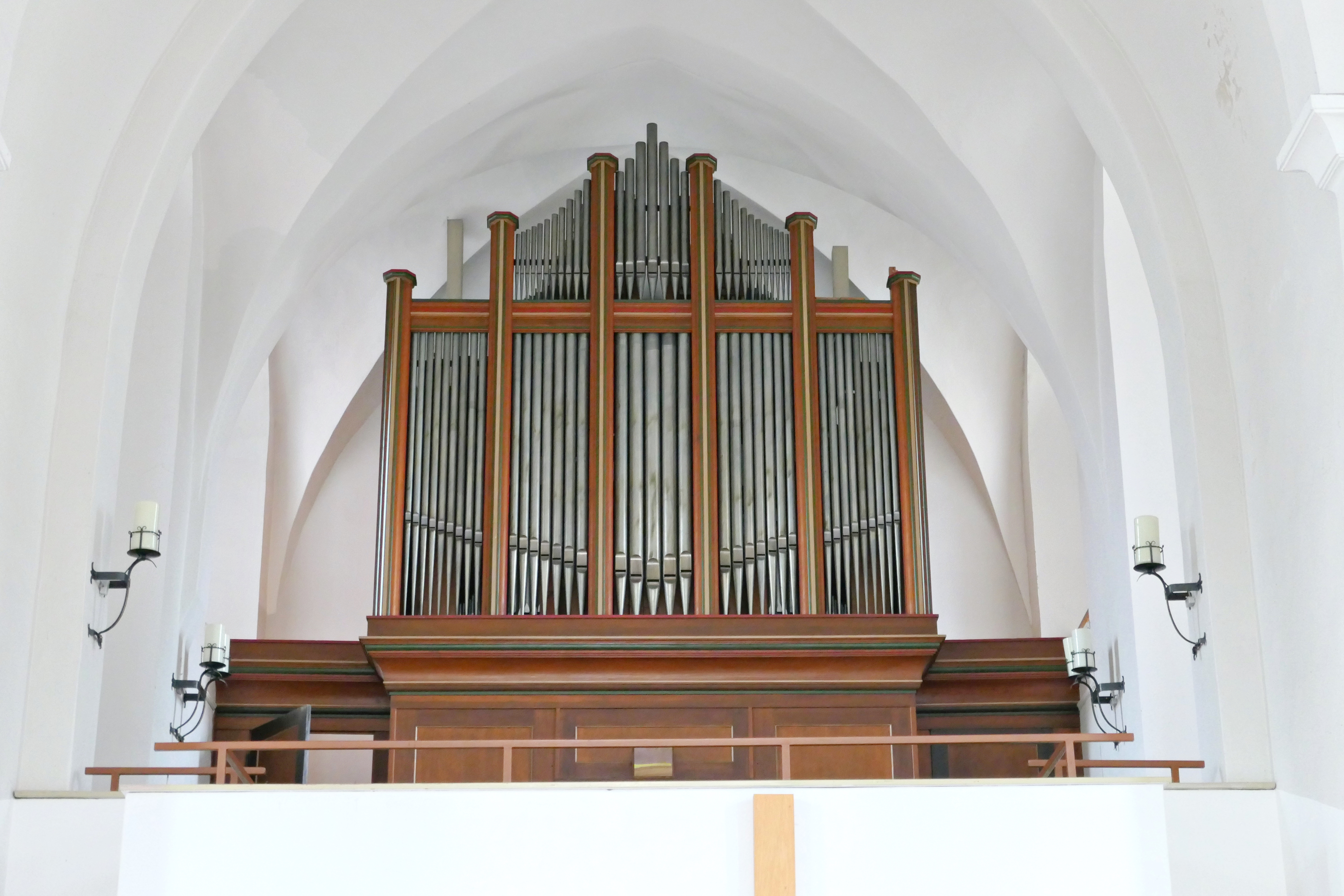
Organy